# Torre Pallavicina
Torre Pallavicina (Tór Palaisina [ˈtoɾ palaiˈzina] in dialetto bergamasco) è un comune italiano sparso di 1 156 abitanti della provincia di Bergamo in Lombardia.
Situato nella pianura orientale bergamasca, al confine con le province di Brescia e di Cremona, dista circa 38 chilometri a sud-est dal capoluogo orobico.

## Storia
Le poche informazioni inerenti alla storia di Torre Pallavicina riguardano quasi unicamente l'epoca medievale. Prima di questa si presume che il territorio fosse interessato da piccoli insediamenti risalenti all'epoca romana, dato che il borgo veniva inizialmente identificato con il nome di Floriano, probabilmente inserito in quello che veniva comunemente chiamato vicus Florianus.
Al termine della dominazione romana si verificò un periodo di scarsa antropizzazione del territorio, interrotta dall'arrivo dei Franchi. Furono questi a dare vita all'istituzione del Sacro Romano Impero, i cui reggenti governarono le sorti del paese per tutta l'epoca medievale.
Si sa che questi territori vennero donati in feudo, unitamente alle zone circostanti, al Vescovo di Cremona già nell'XI secolo.
Fu però con l'arrivo della signoria dei Barbò, documentata dal 1070, che il borgo ebbe un periodo di notorietà, durante il quale, risentendo delle lotte di fazione tra guelfi e ghibellini, ritenne necessario dotarsi di numerosi edifici fortificati. I signori del borgo, di schieramento ghibellino e legati con la signoria dei Visconti di Milano, fecero erigere a Tristano Sforza, figlio di Francesco, una torre sui loro territori che fungesse da vedetta sulle zone limitrofe e sul corso del fiume Oglio, da sempre confine tra le varie entità politiche. La torre venne edificata allo scopo di difendere il confine dai cremonesi e dai bresciani.
Qualche tempo più tardi a fianco della torre venne costruito un palazzo, con scopi sia difensivi che residenziali, dal marchese Galeazzo I Pallavicino, che fece costruire anche l'omonimo canale irriguo che scorre nel paese. Questi sposò Elisabetta Sforza, figlia naturale di Tristano Sforza. Da questo matrimonio ottenne anche il possesso del borgo, che assunse il nome di Torre Pallavicina.
Essendo zona spartiacque anche tra la Repubblica di Venezia ed il Ducato di Milano, venne inserita in una vera e propria zona franca, chiamata Calciana, senza tasse da versare e con una propria amministrazione. E come in tutte le zone di confine, notevole era il contrabbando praticato nonostante le rigide leggi che lo vietavano, pena dure sanzioni, anche se per gli abitanti stessi questa era una delle principali fonti di sostentamento.
La totale esenzione dalle tasse durò fino alla metà del XVIII secolo, mentre pochi decenni più tardi si verificò il passaggio alla Repubblica Cisalpina. La nuova dominazione revocò tutti i privilegi riservati al paese, che fu annesso al dipartimento facente a capo a Bergamo, ed unito amministrativamente ai vicini comuni di Calcio e Pumenengo.
Nel XX secolo il paese ha subito la crisi del settore agricolo che, non compensata dall'evoluzione industriale, lo ha nuovamente relegato a ruolo marginale nell'economia della bassa bergamasca.

### Simboli
Lo stemma e il gonfalone sono stati concessi con decreto del presidente della Repubblica del 13 gennaio 1994. 
Nello stemma sono raffigurati elementi che compongono il nome del paese: da una parte una torre e dall'altra l'arma dei Pallavicino (cinque punti di rosso, equipollenti a quattro d'argento; col capo d'oro, all'aquila di nero, coronata del campo).
Il gonfalone è un drappo partito di azzurro e di bianco

## Monumenti e luoghi d'interesse
In località Portici, entro il territorio comunale, si trova una grande villa rustica con palazzotto cinquecentesco in stile neoclassico, nota appunto come Villa del Portico.
Nella frazione Santa Maria in Campagna si trova inoltre la chiesa di Santa Maria Assunta, del XV secolo, restaurata nel XX secolo e inserita nella diocesi di Cremona; al suo interno ospita tele del XVIII e del XIX secolo, oltre a una notevole pala del Solaro raffigurante Maria Assunta. 
La frazione Torre ospita il palazzo Barbò, un'imponente costruzione del XVI secolo con sale affrescate da Giulio e Bernardino Campi. Nel parco del palazzo, di notevoli dimensioni, è situata la Torre di Tristano, risalente al XV secolo a opera di Tristano Sforza; lo scopo della costruzione era permettere una più agevole sorveglianza delle vie di comunicazione e del naviglio. Nei pressi del palazzo sorge anche la villa Olofredi, che versa in condizioni di degrado nonostante il fastoso passato. È inoltre presente il santuario della Madonna di Loreto, risalente al XVII secolo.
La sede comunale Villanuova ospita infine il Museo della Civiltà Contadina. Di interesse è anche l'antica chiesa romanica di San Nazario e Celso risalente al XII secolo.

## Società

### Evoluzione demografica
Abitanti censiti